# 李素節
李素節（648年—690年）是唐高宗李治的第四个儿子，被封为许王，是蕭淑妃所生。

## 生平
李素節生性聪明，由学士徐齐聃授业，能日诵古诗赋五百余句，非常受到高宗的喜爱。六岁时他封雍王，领雍州牧。永徽六年（655年），其母蕭淑妃因後宮鬥爭失敗被賜死，李素節被贬为申州刺史。657年，十二岁的李素節改封郇王。666年高宗下令，以李素節長年患病為理由，不再召喚李素節入京朝見。李素節因此知道武后猜忌他，因此作《忠孝论》来抒发对父皇的思念，表明自己无罪，当时王府仓曹参军张柬之暗中将《忠孝论》呈献给武后，引起武后对他更加不满，遂诬陷他贪赃受贿，将他降封为鄱阳郡王，监禁在袁州（今江西省宜春市袁州区）。677年，又判处他禁锢终身，改为监禁岳州（今湖南岳阳市）。678年任命他为岳州刺史，此后又多次迁徙。689年武周革命前，武则天大杀李唐宗室，魏王武承嗣指使酷吏周兴诬告泽王李上金、许王李素节谋反，两人被勒令入京，李素节在都城南龙门驿被缢死。以庶人礼被埋葬。705年，唐中宗即位，追封许王，赠开府仪同三司、许州刺史，仍以礼改葬，陪葬乾陵。
李素節的儿子中，天授年间（689年），九个年长的儿子李璟、李瑛、李琪、李琬、李瓚、李瑒、李瑗、李琛、李琎全部被杀于舒州；四个年幼的儿子李琳、李瓘、李璆、李钦古被发配到雷州关押；另有两子李㺺、李唐臣。唐中宗復位后他被恢复王位，他的儿子李瓘继为许王。李琳在唐玄宗开元年间嗣为越王，继越王李贞为后，李璆嗣为泽王，继伯父泽王李上金为后。李素节长女李令晖封襄城县主，嫁通议大夫、行殿中尚舍直长柳彦，有墓志铭。

## 嗣越王
- 李琳，中宗时封夔国公，开元五年嗣越王，死后国除。官至右監門衛將軍。子李隨

## 嗣许王
- 李瓘，天宝六载卒，赠蜀郡大都督。
- 李益，天宝十一载袭封嗣许王。
- 李解，天宝十四载袭封嗣许王。娶杨銛女

曾孙郢国公李谦。李谦有姐妹嫁鸿胪少卿、琅琊郡公王谅，生子王润。

## 嗣泽王
- 李璆，嗣泽王，后以故泽王李上金之子李义珣为嗣泽王，降为郢国公，特封褒信郡王。天宝九载卒，赠江陵大都督。

## 延伸阅读
[在维基数据编辑]
 《舊唐書/卷86》，出自刘昫《舊唐書》
 《新唐書·卷081》，出自《新唐書》